# 敬中春
敬中春（1941年12月—），男，汉族，四川蓬溪人，中华人民共和国政治人物，曾任中共南充市委书记，四川省人大常委会副主任。